# Antoni Tugores
Antoni Tugores Manresa (Manacor, Baleares, 1948) es un escritor, historiador, investigador y periodista español.
Ha escrito las biografías Joan Mesquida, un mancorí il·lustre (1983) y Don Mateu, el paisatge d'una vida (1997). Juntamente con Josep A. Martínez Pons es autor de las obras de teatro En Tià se'n va a la guerra (1968), Turisme a Biniaserra (1969) y Necessitam davanters (1969).
Como periodista ha dirigido "Manacor Comarcal" 7 Setmanari y ha sido corresponsal de Cort, Diario de Mallorca, El Día y Radio Nacional de España. A lo largo de los últimos años ha publicado centenares de entrevistas, reportajes y artículos de opinión.

## Otra Bibliografía
- Antoni Amer, La història robada.
- La guerra a casa.
- Memòria de la cuina mallorquina.
- Adéu Andreu, biografía d'un lluitador republicà.

- Datos: Q8201090